# Barracouta Ridge
Il Barracouta Ridge è una frastagliata dorsale montuosa antartica che termina a nord nel Webster Knob. La dorsale si estende dalla base del Monte Fridtjof Nansen fino alla testa del Ghiacciaio Strom, nei Monti della Regina Maud, in Antartide. 
Fu scoperta e visitata nel 1929 dal gruppo geologico guidato da Laurence Gould che faceva parte della prima spedizione antartica dell'esploratore polare statunitense Byrd (1928-30). La prima ascensione fu effettuata dal gruppo sud della New Zealand Geological Survey Antarctic Expedition, nel 1963-64, che assegnò anche la denominazione a causa della presenza di una serie di pinnacoli appuntiti lungo la cresta della dorsale che ricordano la pinna dorsale di un barracouta, pesce osseo del genere Thyrsites atun.